# Weidebergvlas
Weidebergvlas (Thesium pyrenaicum) is een vaste plant die behoort tot de sandelhoutfamilie (Santalaceae). De plant is een halfparasiet en parasiteert op grassen. De plant komt van nature voor in delen van Midden- en Zuidwest-Europa. In België komt weidebergvlas voor in het Maasgebied en in de Ardennen maar is zeldzaam en staat op de Rode lijst Wallonië als ernstig bedreigd. De soort is in Nederland uitgestorven. Het aantal chromosomen is 2n = 14.
De plant wordt 15 tot 45 cm hoog, de stengels staan rechtop of zijn opstijgend en de zijtakken staan in de vruchttijd vrijwel horizontaal af. De 1-3 mm lange bladeren zijn zwak drienervig.
Weidebergvlas bloeit bloeit in juni en juli met aar- of pluimvormige trossen, die min of meer zigzag-gebogen en niet naar één kant gekeerd zijn. De witte bloemen zijn vijftallig met drie kleine hoogtebladen. Het bloemdek is in de vruchttijd alleen aan de top omgerold en buisvormig en is even lang of iets langer dan de rest van vrucht. De vruchtjes zijn horizontaal afstaand.
De vrucht is een 6,5 mm lang en 2 mm breed nootje.

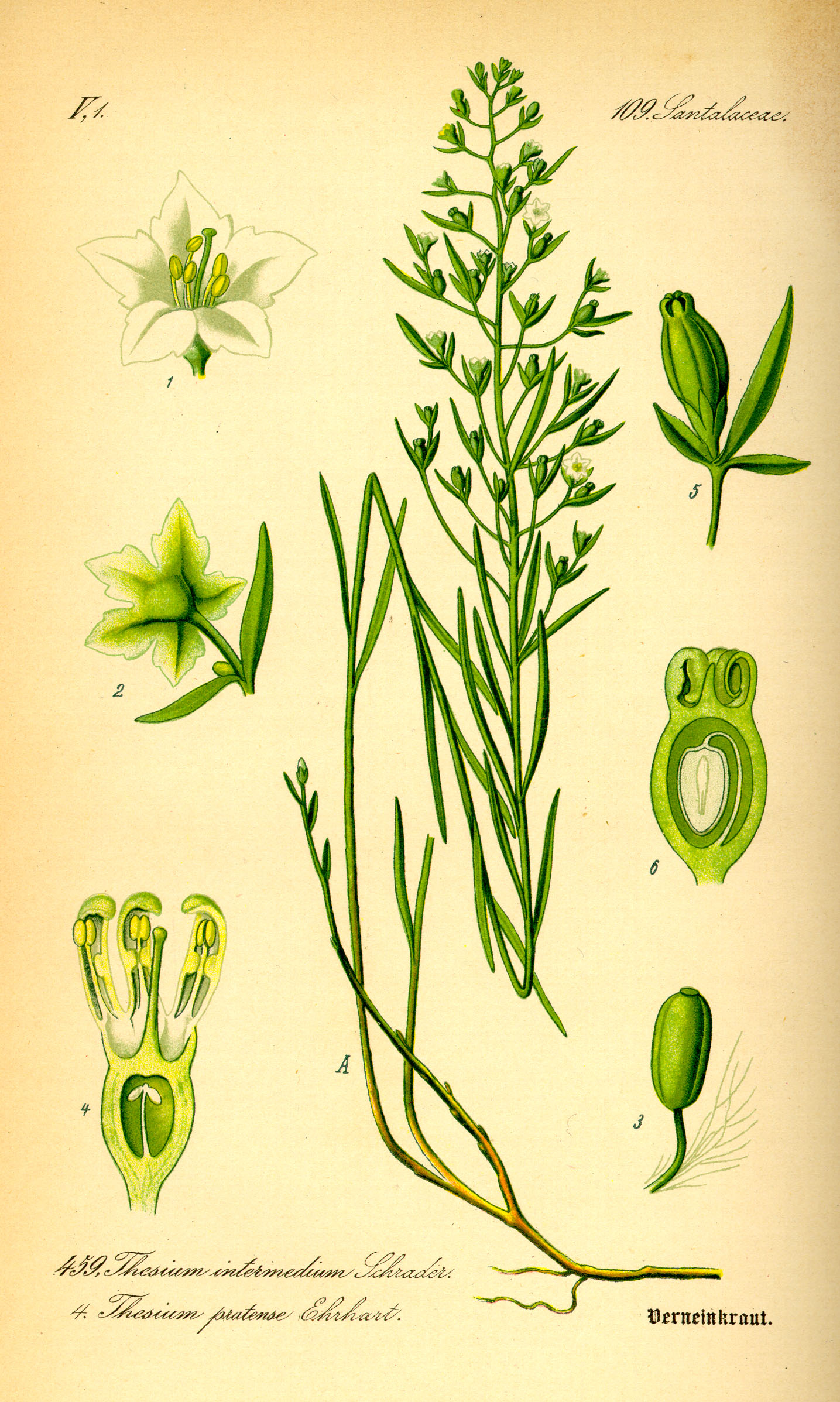
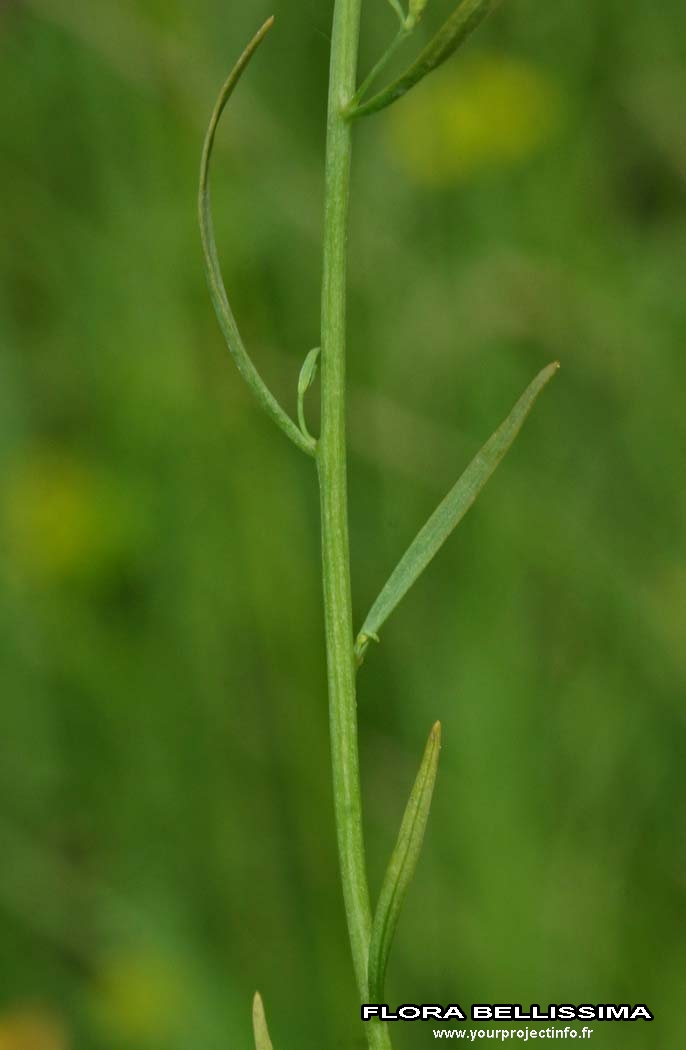
Stengel
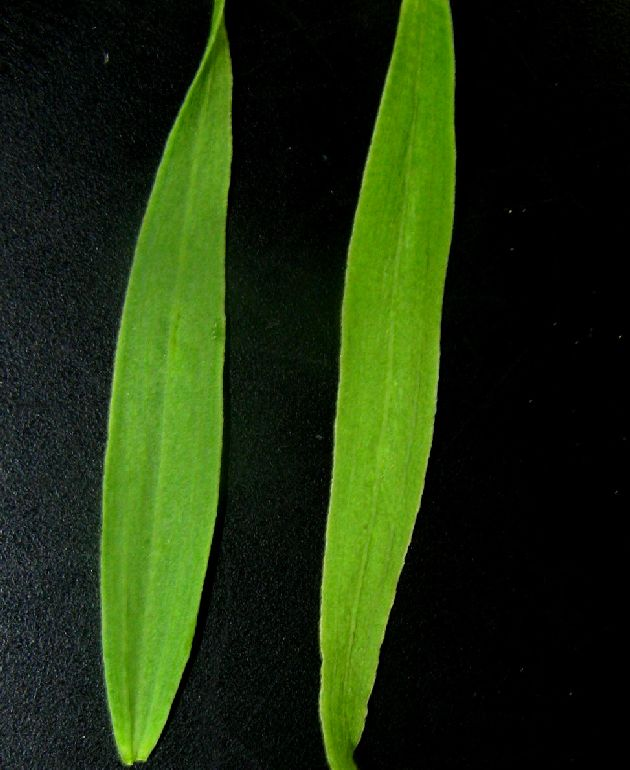
Blad
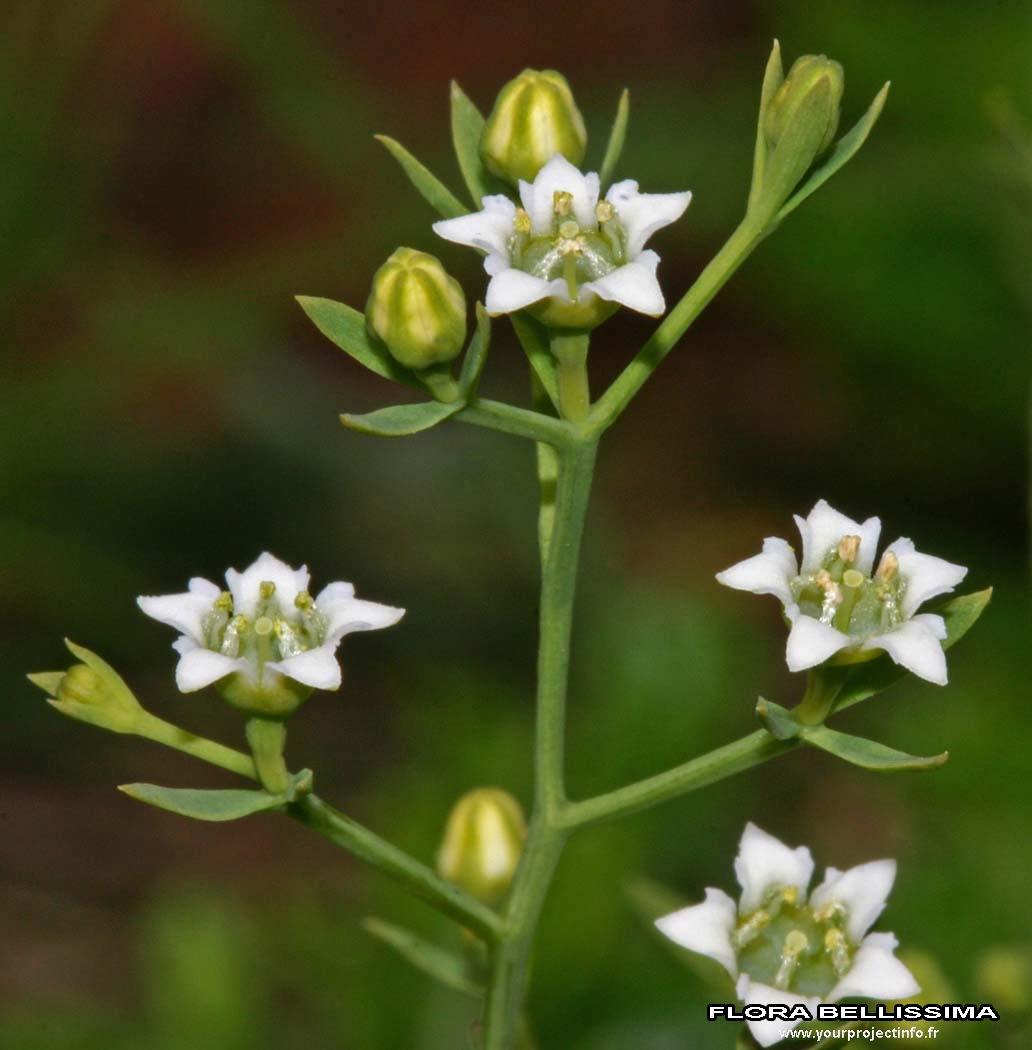
Bloemen

## Ecologie en verspreiding
Weidebergvlas staat op, zonnige, zure, tamelijk droge tot vochtige (ook wisselvochtige), basenrijke, (vaak) kalkarme, humeuze, uitgesproken stikstofarme, vaak stenige leemgrond. Deze lichtminnaar groeit in weinig of niet bemeste, schrale graslanden, in borstelgraslanden en op heiden. Dit bergvlas heeft een Zuid- en Midden-Europese verspreiding en bereikt in Duitsland en België zijn noordgrens. In Nederland was de soort niet bestendig en werd slechts in 1924 en 1925 waargenomen op de Gorsselse heide. De halfparasiet, die met haar wortels voornamelijk op grassen vegeteert, gaat in heel Europa achteruit, niet alleen door het verloren gaan van heiden en schrale graslanden maar vooral door de toegenomen eutrofiëring via luchtdepositie en gebruikte mest. De soorten van dit geslacht zijn voor een deel moeilijk af te grenzen, worden door insecten bestoven en hun zaden, die van mierenbroodjes zijn voorzien, worden door deze dieren verspreid.

## Namen in andere talen
De namen in andere talen kunnen vaak eenvoudig worden opgezocht met de interwiki-links.
- Duits: Wiesen-Leinblatt
- Engels: Pyrenean Bastard-toadflax
- Frans: Thésium des Pyrénées (Thésion des prés)
- Pools: Leniec łąkowy